# Quindina albomarginis
Espèce
Synonymes
- Zygopachylus albomarginis Chamberlin, 1925
- Panamella gracilis Roewer, 1932

Quindina albomarginis est une espèce d'opilions laniatores de la famille des Nomoclastidae.

## Distribution
Cette espèce est endémique du Panama.

## Description
La femelle holotype mesure 4 mm.
Le mâle décrit par Pinto-da-Rocha et Bragagnolo en 2017 mesure 3,1 mm et la femelle 2,9 mm.

## Systématique et taxinomie
Cette espèce a été décrite sous le protonyme Zygopachylus albomarginis par Chamberlin en 1925. Elle est placée dans le genre Quindina par Pinto-da-Rocha et Bragagnolo en 2017.
Panamella gracilis a été placée en synonymie par Goodnight et Goodnight en 1947.

## Publication originale
- Chamberlin, 1925 : « Diagnoses of new American Arachnida. » Bulletin of the Museum of Comparative Zoology, vol. 67, p. 211-248 (texte intégral).